# Vistabella
Vistabella, más néven Vistabella de Huerva, község Spanyolországban,  Zaragoza tartományban. Vistabella Aladrén, Herrera de los Navarros, Luesma, Fombuena és Cerveruela községekkel határos. Lakosainak száma 51 fő (2024).

## Népesség
A település népessége az utóbbi években az alábbiak szerint változott:
| Lakosok száma | 36   | 34   | 46   | 45   | 52   | 47   | 50   | 49   | 52   | 51   |
|               | 2001 | 2004 | 2007 | 2009 | 2012 | 2014 | 2017 | 2019 | 2022 | 2024 |